# Letecký útok na Kralupy nad Vltavou 22. března 1945
Letecký útok na Kralupy nad Vltavou 22. března 1945 byla operace amerických vzdušných sil (USAAF) na jaře 1945, v závěru druhé světové války. Při denním náletu bombardérů USAAF na středočeské město Kralupy nad Vltavou byla primárním cílem stojící rafinerie minerálních olejů („Kralupol“) a přilehlé strategické objekty. Během přibližně půlhodinového bombardování bylo nasazeno 125 bombardérů B‑24 Liberator a 20 bombardérů B-17 Flying Fortress, které svrhly více než 1 200 pum o celkové hmotnosti kolem 316 tun. Útok způsobil rozsáhlé materiální škody a ztráty na lidských životech, odhadem přišlo v Kralupech o život 245–248 osob, včetně 145 českých občanů, dalších 52 obětí bylo v Neratovicích. Rozsah poškození města vedl k označení Kralup za české Drážďany.

## Pozadí a příčiny
Od května 1944 vedli Spojenci takzvanou bitvu o benzin (či „ropný plán“), při které se snažili ovládnout nebo zničit veškeré rafinérie a zdroje ropy, které mohly sloužit nacistickému Německu. Spojenecké letectvo útočilo na centra petrochemického průmyslu v týlu nepřítele, zejména rafinerie, chemické závody, sklady pohonných hmot a železniční uzly. Nepřestávající útoky na německý ropný průmysl už v září 1944 snížily produkci ropných produktů o více než 90 procent. Německou armádu sužoval silný nedostatek pohonných hmot potřebných pro motorizované divize a letectvo a proto vyrábělo syntetický benzin, mimo jiné v českých rafinériích. Cíle náletů proto byly i na území Protektorátu Čechy a Morava. Systematické útoky mířily na Vacuum Oil Company v Kolíně, Fantovy závody v Pardubicích nebo rozsáhlé podzemní skladiště pohonných hmot v Hněvicích.
V Kralupech byla cílem rafinérie minerálních olejů, přezdívaná „Petrolejka“. Vybudovala ji v roce 1901 firma Lederer a spol. na severním svahu Hrombaby, jihozápadně od železničního nádraží. Rafinérie produkovala parafín, pohonné hmoty, oleje, od roku 1921 se v lakovně vyráběly fermežové a olejové laky. Ve 30. letech dosahovala produkce benzínu cca 900 tun měsíčně, což ji řadilo mezi menší rafinérie. Benzín byl dodávaný do čerpacích stanic pod názvem Kralupol.
Rafinérie byla na počátku druhé světové války začleněná do německého koncernu Benzin‑Benzol‑Verband‑Bochum. V roce 1942 byla rafinérie skryta pod maskovací sítě, u silnice vedoucí do Debrna vznikla jako klamný cíl dřevěná maketa rafinérie s výškou přibližně 2 metry. Výroba v rafinérii však byla v roce 1943 formálně zastavena jako neefektivní, nicméně pečlivě zamaskovaný areál byl stále udržován v provozuschopném stavu a skrýval rezervní zásoby pohonných hmot, což z něj činilo strategický cíl pro letecké síly Spojenců.
Do průběhu náletu promluvila také chybějící protivzdušná obrana: v roce 1938 byl na vrchu Hostibejku postaven betonový bunkr, který měl sloužit jako protiletecká hláska k ochraně prostoru rafinérie. V roce 1939 při německé okupaci byl bunkr s okolím určeny jako stanoviště protiletecké obrany a vybaveno technikou. V roce 1941 však byla vojenská technika odvezena na frontu a od té doby byly Kralupy bez protivzdušné obrany.

## Předchozí průzkumy a útoky
Na jaře a v létě 1944 přiletěla z italské základny u města San Severo průzkumná letadla z 60. fotoprůzkumné perutě jihoafrického letectva. Letoun DH.98 Mosquito se nad Kralupy dostal 28. května, 12. června, 7. července a 12. září.
První útok na Kralupol proběhl 28. prosince 1944. Přibližně 40 bombardérů B-24 Liberator ze 485. a ze 460. bojové skupiny 15. letecké armády Spojených států letělo nad středočeský cíl. Kvůli husté mlze a poruše radiolokátoru doletěla ke Kralupům jen skupina 22 letadel. Ve dvou vlnách bombardování bylo shozeno 43 tun bomb, ale pro chybné zaměření kvůli husté mlze dopadly převážně na pole okolo Vltavy severně od města, v okolí sídel Miřejovice, Nové a Staré Ouholice, Veltrusy, Podhořany a Hleďsebe. Způsobené škody nebyly významné, poškozen byl starý most v Miřejovicích, zabita byla hospodářská zvířata. Ve Veltrusech přišel o život pan Holaj, v Hleďsebi zemřela ve svém zasaženém domě čp. 3 Klotilda Fárová.
Ke druhému útoku odstartovala letadla 20. března 1945, špatné povětrnostní podmínky vedly k odvolání operace. Při návratu na základnu ztratili letci jedno z letadel.

## Letecký útok a jeho průběh
Nálet proběhl 22. března 1945. Z italských letišť odstartovalo okolo osmé hodiny ranní 160 ze 165 určených bombardérů B‑24 Liberator z 304. perutě a části 5. perutě 15. letecké armády, všechny posádky měly naloženo po 10 pumách a jako primární cíle měly stanoveny kralupskou rafinérii a železniční nádraží.
V Kralupech panovalo nezvykle slunečné a teplé počasí, do kterého se v 11:46 rozezněly sirény leteckého poplachu, které však byly brzy přerušeny zásahy do elektrického vedení. Kolem 12:29 přiletělo nad město od severovýchodu 124 či 125 bombardérů. Letadla operovala ve výšce 5,6 až 6,2 kilometrů nad zemí. Během půl hodiny v osmi bombardovacích vlnách shodily svůj náklad 286 tun bomb. První bomby zasáhly rafinerii, zejména jedinou nádrž naplněnou pohonnými hmotami, a také nedalekou lakovnu, čímž vznikl mohutný požár a hustý černý kouř, který zahalil areál a jeho okolí. Následná bombardování probíhala „naslepo“ a bomby dopadaly i na obytné čtvrti. Vzňaly se také cisterny stojící na nákladovém nádraží. Ve 13.01 přiletěla nad město devátá vlna 20 bombardérů B-17 Flying Fortress z 97. bombardovací skupiny 5. perutě. Ta původně měla zaútočit na braniborský Ruhland, ale pro opoždění za doprovodnými stíhači se v prostoru Bezna odpojila a zamířila na Kralupy jako svůj náhradní cíl, na které svrhla 30 tun bomb.
Přestože v blízkosti Kralup, u Lobečku, bylo letiště využívané německou armádou, během celého útoku se neobjevila žádné německá letadla.
Na město dopadlo celkem 1 256 tříštivých pum, o celkové hmotnosti 316 tun. Letci 28 letadel se dopustili chyby a shodili pumy na nedaleké Neratovice.
Po skončení náletu letadla zamířila zpět na italské základny u Cerignole, Foggie a další.

## Následky a škody náletu
Při útoku zemřelo v Kralupech odhadem 245–248 osob, z toho přibližně 145 českých obyvatel města a cca 100 Němců (převážně vojáků v lazaretu zřízeném v místním gymnáziu, civilní zaměstnanci okupační správy). Počet raněných byl ve stovkách. Řada obyvatel se zachránila útěkem z továren do polí a do zalesněných strání. Jediné odolné kryty vytesané do skalního masivu Hostibejku byly většině obyvatel nedostupné pro velkou vzdálenost. Řada obyvatel zahynula pro nedostatečnou odolnost domovních sklepů proti bombám, v některých domech zahynuly celé rodiny včetně malých dětí. Bombardování přímo zasáhlo protiletecký kryt u nádraží, ve kterém následně okamžitě zemřelo 45 lidí. Počet obětí nejspíše ovlivnilo přesvědčení obyvatel, že letadla míří na Prahu jako při náletu 14. února či na cíle v Německu, nepředpokládali bombardování Kralup.
Z 1 884 obytných domů v Kralupech bylo zcela zničeno 117 a poškozeno 993 či 995. Zasaženo bylo 22 průmyslových objektů, 16 veřejných budov (včetně gymnázia, knihovny a nádraží), dále došlo k narušení železničního a silničního uzlu, kanalizace, elektrické a telefonní sítě. Nejpostiženější byla oblast kolem železničního nádraží, lokalita V Zátiší a Palackého náměstí. Fotbalové hřiště, mnohokrát zasažené, bylo celé přeorané, správce byl nalezen mrtev v jednom z kráterů. Město bylo neprůjezdné, přičemž tento stav přetrval až do konce války. Z praktického hlediska město po půlhodinovém náletu přestalo existovat. Odhadované škody činily cca 210 milionů Kč v hodnotách roku 1939, po válce národní výbor stanovil škodu na vlastním majetku města ve výši přesahující 9,5 milionů Kčs.
Po náletu probíhalo vyprošťování osob z pod sutin, zranění byli soustředěni do kostela Nanebevzetí Panny Marie a svatého Václava k roztřídění, odkud byli odváženi do nemocnic v Praze, Kladně a Mělníku. Do kostela byla snášena i těla mrtvých. Na bezprostředním odstraňování škod i požárů se podílelo 36 hasičských sborů, zapojily se stovky německých vojáků, okupační správa povolala vězně a přítomní byli i zdravotníci. Likvidovaly se též nevybuchlé pumy.
Poškození Kralup vedlo k následnému vylidnění středu města, když se obyvatelé stěhovali na periférie a do okolí, bydleli u příbuzných nebo ve školách. Odhaduje se, že město opustila až třetina obyvatel. Zásobování a obecní správa byly narušeny. Hlavní opravy proběhly až po skončení války. Řada poškozených domů zůstala v Kralupech po řadu desetiletí, dodnes existují proluky způsobené zásahem bombou. Poškození města vedlo k výstavbě sídliště podél původní trasy železniční trati Kralupy nad Vltavou – Velvary a pozdějšímu přeložení této trati z centra města do druhé stopy vedle buštěhradské tratě do Kladna.
Vysoký počet obětí a výrazné škody způsobené náletem učinily z Kralup válkou nejponičenější či nejrozbombardovanější město v Čechách a vedly k jejich označení za české Drážďany, popř. Malé Drážďany. Bombardování je považované za nejtragičtější událost historie města.
V Neratovicích v důsledku náletu zahynulo dalších 52 obětí, zničeno bylo 20 obytných domů, 30 dalších poškozeno a škody vznikly na neratovickém nádraží.

## Zjišťování výsledků náletu
Po provedeném bombardování vyslali Spojenci nad Kralupy nad Vltavou průzkumný letoun typu P-38 Lightning zjistit výsledky bombardování, ale město v době jeho přeletu stále halil hustý kouř znemožňující provést kvalitní fotografie. Průzkumné letadlo na celé trase doprovázelo šest stíhačů P-51 Mustang ze 318. Fighter Squadron z 325. Fighter Group. Během doprovodné mise sestřelil letoun pilota Lt. Roy F. Noeho sovětský průzkumný letoun typu Petljakov Pe-2, když se letci chybně domnívali, že jde o německý letoun Bf 110.
O další fotografický průzkum byla ještě v den náletu požádána 544. fotoprůzkumná peruť RAF, která byla umístěna v Itálii. Vedení 544. perutě vybralo k provedení úkolu československé letce Lt. Jiřího Kučeru a Lt. Oldřicha Filipa, kteří měli vyfotit určené cíle na trase Sassnitz – Ruhland – Cheemnitz (Saská Kamenice) – Karlovy Vary. Na misi letci odstartovali ve 12.10 v letounu DH.98 Mosquito verzi Mk XVI RG115 a pro potřebu nafotit Kralupy prodloužili trasu o ně, Roudnici nad Labem, Hradec Králové a Pardubice. Kvůli pohybu německých stíhačů a spojenecké aktivitě se jim podařilo vyfotografovat pouze Ruhland, přičemž Kralupy byly stále skryté v hustém kouři. Na italskou základnu u San Severo se vrátili v 17.15.

## Otázka volby cíle
Motivace bombardování rafinérie, která byla v době útoku dlouhodobě mimo provoz, zůstává stále otázkou. První teorií je nedostupnost aktuálních informací o Kralupolu, který mohl být považovaný za výrobce paliva pro německé jednotky. Druhá teorie předpokládá, že nálet měl znemožnit obnovení výroby, o kterém Němci kvůli kritickému nedostatku nafty uvažovali. Obhájci náletu upozorňují, že české zbrojovky jako poslední vyzbrojovaly Wehrmacht a proto byly útoky na strategické podniky logické.
Nejednoznačný strategický přínos leteckého útoku a jeho tragické následky dávaly prostor komunistické propagandě nálet ideologizovat. Komunisté používali tvrzení, že nálet měl zničit průmysl českých zemí (podobně jako u posledního náletu na plzeňskou Škodovku). Podle jiných zdrojů nálet nebyl za komunistického režimu příliš často připomínán.

## Připomínka obětí náletu

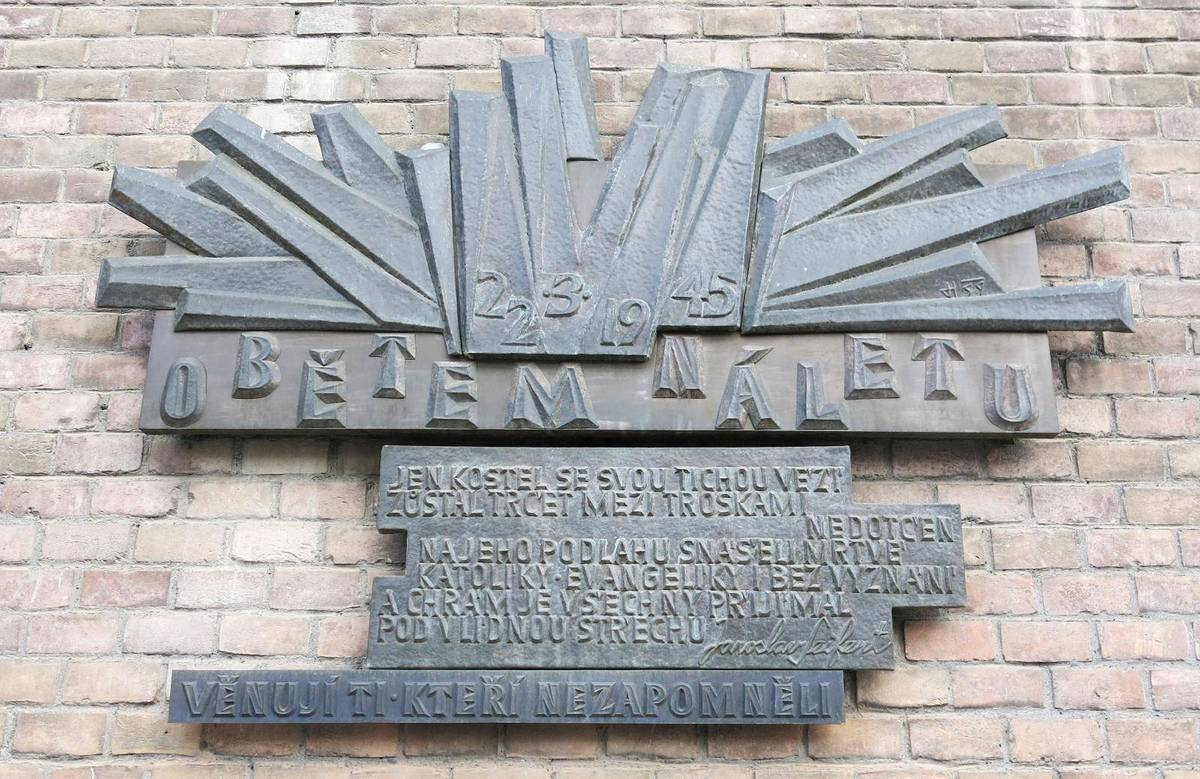
Pamětní deska obětem náletu

Až v roce 2000 byla na kostele Nanebevzetí Panny Marie a svatého Václava v Kralupech umístěna pamětní deska na památku obětí náletu, jejím autorem je medailér Josef Hvozdenský. Městské muzeum uchovává artefakty jako zčernalé dětské botičky z trosek. Každoročně 22. března se konají pietní akty.
U vchodu na kralupské nádraží je umístěna pamětní deska připomínající oběti 2. světové války z řad železničářů; z 31 uvedených obětí jich 18 zemřelo při náletu.
Ve vestibulu kralupského Dvořákova gymnázia je umístěna kovová pamětní deska připomínající 12 obětí bombardování z řad studentů gymnázia.

## Odraz v umění
Z Kralup pocházela matka básníka Jaroslava Seiferta, který do Kralup jezdil za prarodiči a vztah k nim si udržel do konce života. Své pocity z města zničeného náletem vyjádřil v závěru svého života v básní Úder ze sbírky Býti básníkem.
| „                              | Jen kostel se svou tichou věží, zůstal trčet mezi troskami nedotčen. Na jeho podlahu snášeli mrtvé, katolíky, evangelíky i bez vyznání, a chrám je všechny přijímal pod vlídnou střechu. | “ |
| — Jaroslav Seifert, báseň Úder | |   |

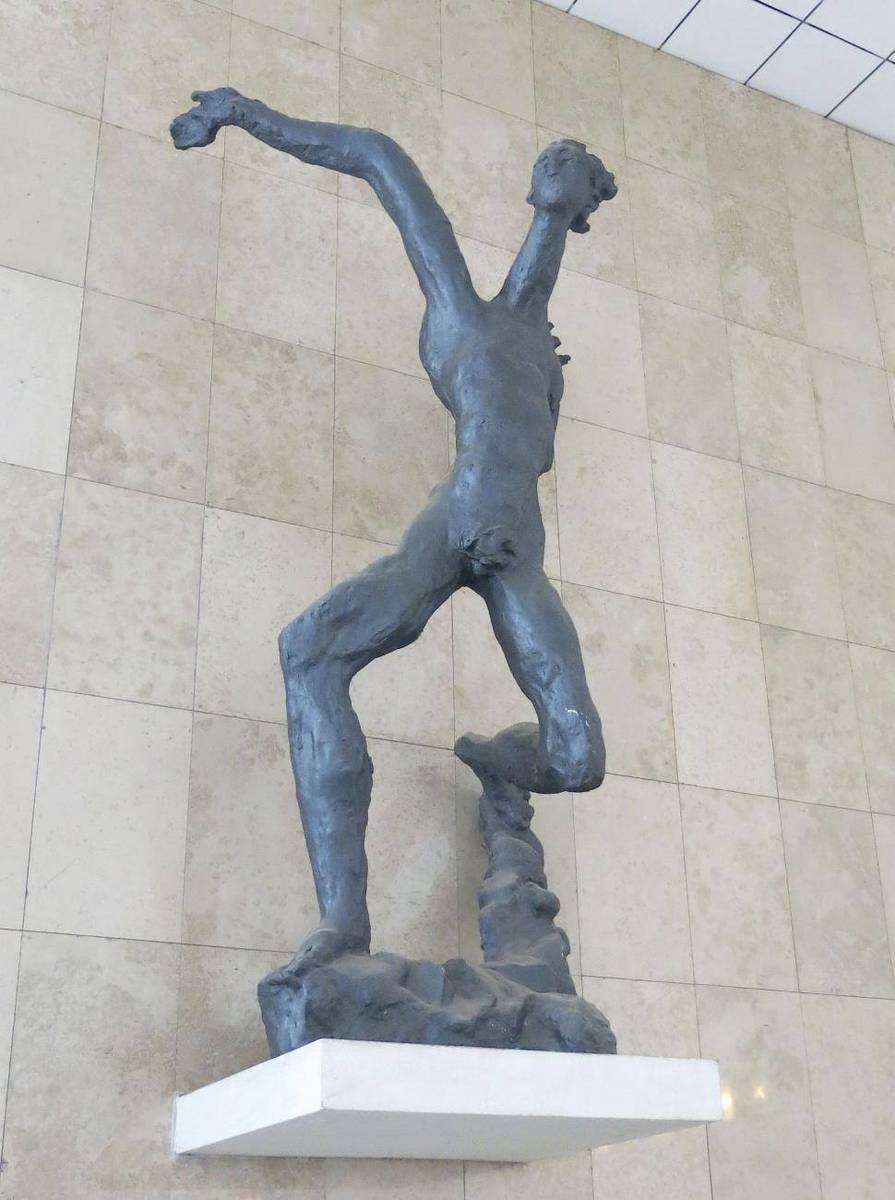
Prometheus v hale kralupského nádraží

Brněnský sochař Ladislav Martínek vytvořil v roce 1986 pro odbavovací halu nádražní budovy bronzovou sochu Prometheus, později pejorativně označovanou jako Mrzák. Futuristická socha měla vyjádřit smíšené pocity Promethea, který dal lidem oheň, ale ukradl jej bohům, ale také symbolizovat utrpení města za 2. světové války.
Malíři Josef Holub a Stanislav Šturz motiv náletu zpracovali ve svých obrazech. Malíř Martin Frind zpracoval motiv zničení města i násilně přervaných životů obětí na rozměrném plátně pojmenovaném Kralupská Guernica (název odkazuje na monumentální obraz Pabla Picassa Guernica).